# (32633) 2001 RY93
2001 RY93 (asteroide 32633) é um asteroide da cintura principal. Possui uma excentricidade de 0.12630090 e uma inclinação de 2.10985º.
Este asteroide foi descoberto no dia 11 de setembro de 2001 por LONEOS em Anderson Mesa.